# Bodas (Kandangserang)
Bodas is een bestuurslaag in het regentschap Pekalongan van de provincie Midden-Java, Indonesië. Bodas telt 2173 inwoners (volkstelling 2010).